# Kościół i klasztor pw. Matki Bożej Różańcowej w Żurawiczkach
Kościół Matki Bożej Różańcowej w Żurawiczkach – charakterystyczna, spiralna świątynia OO. Bernardynów, wybudowana w latach 80. jako kościół parafialny dla nowo powstającej parafii obejmującej miejscowości: Żurawiczki, Maćkówka i Zalesie.
W 1981 r. Kuria Arcybiskupia w Przemyślu wyraziła zgodę na budowę Kościoła w Żurawiczkach, a 7 października biskup Ignacy Tokarczuk dokonał poświęcenia i wmurowania kamienia węgielnego pod przyszłą budowę. 27 maja 1985 roku arcybiskup Ignacy Tokarczuk dokonał poświęcenia nowego kościoła, a 15 kwietnia 1993 r. erygował tutaj parafię, która obecnie liczy około 2500 osób (Maćkowka – 800, Zalesie – 450, Żurawiczki – 1250). 
W 1991 roku, z inicjatywy o. Jana Kantego Bartnika rozpoczęto pracę przy wznoszeniu nowego klasztoru  2 lipca 1993 roku, ówczesny prowincjał Ojców Bernardynów o. Czesław Gniecki erygował kanonicznie ten dom jako zakonny.